# Attila Mizsér
Attila Mizsér (* 28. April 1961 in Budapest) ist ein ehemaliger Moderner Fünfkämpfer, der eine olympische Goldmedaille und fünf Weltmeistertitel gewann.
Seine erste internationale Medaille gewann Mizsér bei der Weltmeisterschaft 1982, als er zusammen mit Attila Császári und Pajor Gábor hinter der russischen Mannschaft den zweiten Platz belegte. 1983 gehörte er nicht zur ungarischen Equipe bei der Weltmeisterschaft und 1984 boykottierte Ungarn die Olympischen Spiele in Los Angeles. Bei der Weltmeisterschaft 1985 in Melbourne erreichte er zusammen mit Jószef Demeter und László Fábián erneut den zweiten Platz in der Mannschaftswertung hinter der sowjetischen Mannschaft, in der Einzelwertung gewann Mizsér in Melbourne den Titel vor zwei Sportlern aus der sowjetischen Mannschaft. 1986 gewann er mit Lajos Dobi und László Fábián Silber hinter den Italienern, 1987 errangen dann János Martinek, László Fábián und Attila Mizsér den Weltmeistertitel.
Bei den Olympischen Spielen 1988 in Seoul gewann Martinek die Einzelwertung, Mizsér kam auf den vierten und Fábián auf den siebten Platz; in der Mannschaftswertung siegten die Ungarn sicher vor Italienern und Briten. Die Weltmeisterschaft 1989 fand in Budapest statt und vor heimischem Publikum gelang den Ungarn mit vier von fünf möglichen Medaillen ein fast optimales Ergebnis: In der Einzelwertung siegte Fábián vor Mizsér, zusammen mit Martinek gewannen sie den Mannschaftswettbewerb und in der erstmals ausgetragenen Staffel siegten Martinek und Mizsér zusammen mit Attila Kálnoki Kis. 1990 gewann die sowjetische Staffel vor Fábián, Kálnoki Kis und Mizsér; diese Silbermedaille blieb bei der Weltmeisterschaft in Lahti die einzige Medaille für die Ungarischen Fünfkämpfer. 1991 erhielten Ádám Madaras, Fábián und Mizsér die Bronzemedaille in der Mannschaftswertung, in der Staffel war Mizsér nicht dabei, als Madaras, Fábián und Kálnoki Kis siegten. Bei den Olympischen Spielen 1992 in Barcelona erhielt Attila Mizsér Silber in der Einzelwertung hinter dem Polen Arkadiusz Skrzypaszek, die ungarische Mannschaft belegte den fünften Platz. Nach dem Einzeltitel 1985, den Mannschaftstiteln 1987 und 1989 und dem Staffeltitel 1989 gewann Mizsér 1993 in der Staffel zusammen mit Fábián und Kálnoki Kis seinen fünften und letzten Weltmeistertitel.